# Soulom
Soulom est une commune française située dans le sud-ouest du département des Hautes-Pyrénées, en région Occitanie. Située en amont du Gave de Pau, juste au sud d'Argelès-Gazost, elle fait partie de l'unité urbaine de Pierrefitte-Nestalas, la plus petite agglomération du département.
Sur le plan historique et culturel, la commune est dans la province du Lavedan, partie sud-occidentale de la Bigorre et constituée d'un ensemble de sept vallées en amont de la ville de Lourdes. Exposée à un climat de montagne, elle est drainée par le gave de Pau, le gave de Cauterets et par divers autres petits cours d'eau. La commune possède un patrimoine naturel remarquable : un site Natura 2000 (les « gaves de Pau et de Cauterets (et gorge de Cauterets) ») et huit zones naturelles d'intérêt écologique, faunistique et floristique.
Soulom est une commune rurale qui compte 289 habitants en 2022, après avoir connu un pic de population de 594 habitants en 1962. Ses habitants sont appelés les Soulomnais ou  Soulomnaises.

## Géographie

### Localisation
La commune de Soulom se trouve dans le département des Hautes-Pyrénées, en région Occitanie.
Elle se situe à 33 km à vol d'oiseau de Tarbes, préfecture du département, et à 6 km d'Argelès-Gazost, sous-préfecture.
Les communes les plus proches sont : 
Pierrefitte-Nestalas (0,7 km), Villelongue (1,3 km), Uz (1,6 km), Adast (2,1 km), Beaucens (2,6 km), Saint-Savin (3,1 km), Artalens-Souin (3,1 km), Préchac (4,1 km).
Sur le plan historique et culturel, Soulom fait partie de la province historique du Lavedan, partie sud-occidentale de la Bigorre et constitué d'un ensemble de sept vallées en amont de la ville de Lourdes. Historiquement, elle  fait partie de la province de Gascogne, et plus particulièrement du comté de Bigorre. La commune est dans le pays de rivière de Saint-Savin, de part et d’autre du gave de Cauterets.
Soulom est limitrophe de quatre autres communes.
Les communes limitrophes sont  Cauterets, Pierrefitte-Nestalas, Uz et Villelongue.
|    | Pierrefitte-Nestalas |             |
| Uz | Soulom               | Villelongue |
|    | Cauterets            |             |

### Paysages et relief
L'altitude minimale, 457 ou 458 mètres, se situe au nord, au confluent des deux gaves. L'altitude maximale, avec 967 mètres, est atteinte au sud-est du « Turon de Carrère », en limite de la commune de Cauterets.
Pierre Augustin Eusèbe Girault de Saint-Fargeau cite la présence d'une mine de cuivre à Soulom en 1826 dans son ouvrage Dictionnaire de la géographie physique et politique de la France et de ses colonies.

### Hydrographie
La commune est dans le bassin de l'Adour, au sein du bassin hydrographique Adour-Garonne. Elle est drainée par le gave de Pau, le gave de Cauterets, Rioutou, le ruisseau de Bayet et par deux petits cours d'eau, constituant un réseau hydrographique de 7 km de longueur totale,.
Le gave de Pau, d'une longueur totale de 192,8 km, prend sa source dans la commune de Gavarnie-Gèdre et s'écoule vers le nord-ouest. Il traverse la commune et se jette dans l'Adour à Saint-Loubouer, après avoir traversé 88 communes.
Le gave de Cauterets, d'une longueur totale de 26,3 km, prend sa source dans la commune de Cauterets et s'écoule vers le nord-est. Il se jette dans le gave de Pau sur le territoire communal, après avoir traversé 5 communes.

### Climat
Le climat qui caractérise la commune est qualifié, en 2010, de « climat des marges montargnardes », selon la typologie des climats de la France qui compte alors huit grands types de climats en métropole. En 2020, la commune ressort du type « climat de montagne » dans la classification établie par Météo-France, qui ne compte désormais, en première approche, que cinq grands types de climats en métropole. Pour ce type de climat, la température décroît rapidement en fonction de l'altitude. On observe une nébulosité minimale en hiver et maximale en été. Les vents et les précipitations varient notablement selon le lieu.
Les paramètres climatiques qui ont permis d’établir la typologie de 2010 comportent six variables pour les températures et huit pour les précipitations, dont les valeurs correspondent à la normale 1971-2000. Les sept principales variables caractérisant la commune sont présentées dans l'encadré ci-après.
| Paramètres climatiques communaux sur la période 1971-2000 - Moyenne annuelle de température : 11,9 °C - Nombre de jours avec une température inférieure à −5 °C : 3,5 j - Nombre de jours avec une température supérieure à 30 °C : 4,7 j - Amplitude thermique annuelle : 13,9 °C - Cumuls annuels de précipitation : 1 130 mm - Nombre de jours de précipitation en janvier : 10,7 j - Nombre de jours de précipitation en juillet : 9,2 j |

Avec le changement climatique, ces variables ont évolué. Une étude réalisée en 2014 par la Direction générale de l'Énergie et du Climat complétée par des études régionales prévoit en effet que la  température moyenne devrait croître et la pluviométrie moyenne baisser, avec toutefois de fortes variations régionales. Ces changements peuvent être constatés sur la station météorologique de Météo-France la plus proche, « Ayros-Arbouix », sur la commune d'Ayros-Arbouix, mise en service en 1982 et qui se trouve à 6 km à vol d'oiseau,, où la température moyenne annuelle est de 12,7 °C et la hauteur de précipitations de 1 031,4 mm pour la période 1981-2010.
Sur la station météorologique historique la plus proche, « Tarbes-Lourdes-Pyrénées », sur la commune d'Ossun, mise en service en 1946 et à 26 km, la température moyenne annuelle évolue de 12,2 °C pour la période 1971-2000, à 12,6 °C pour 1981-2010, puis à 12,9 °C pour 1991-2020.

### Milieux naturels et biodiversité

#### Réseau Natura 2000

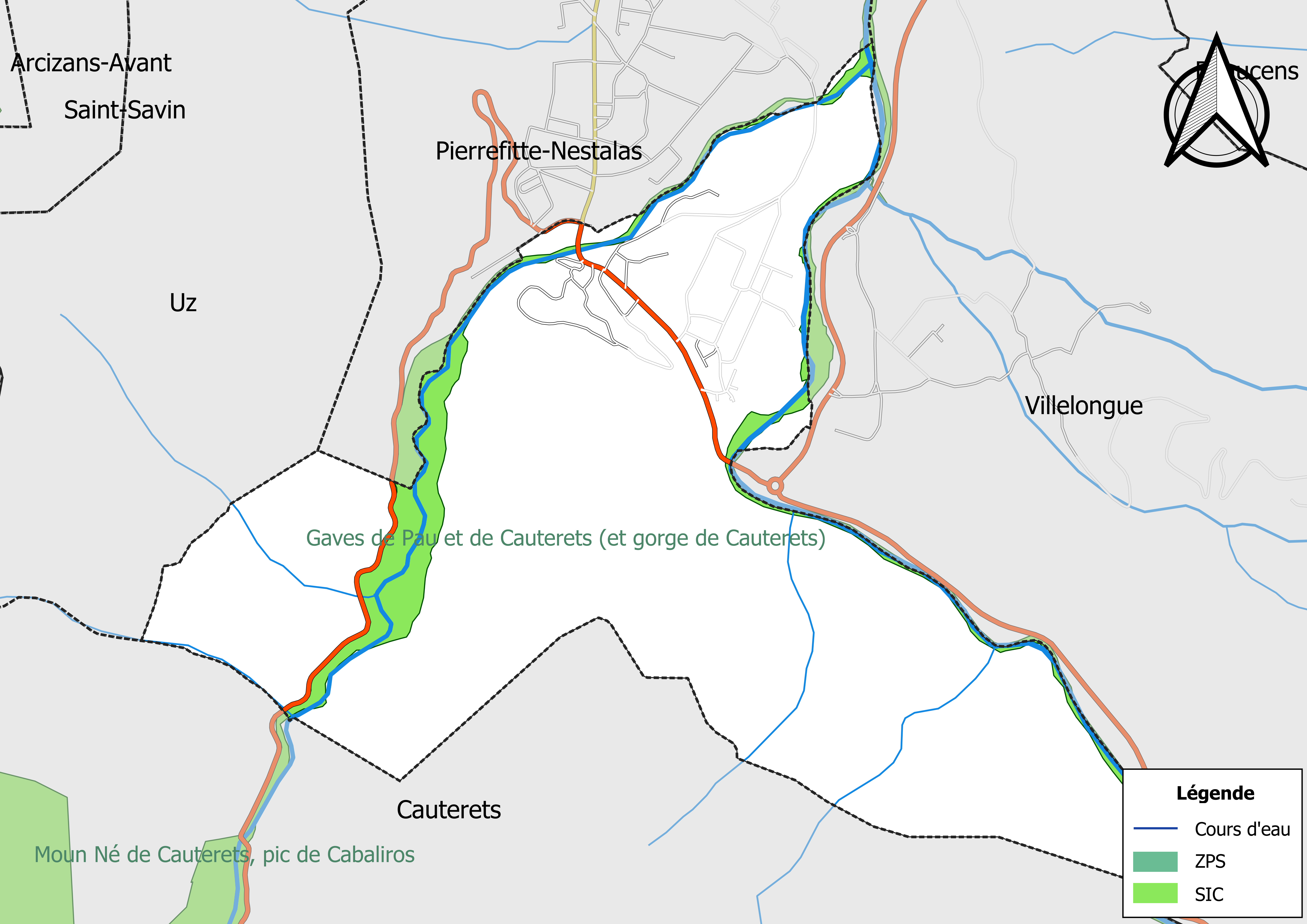
Site Natura 2000 sur le territoire communal.

Le réseau Natura 2000 est un réseau écologique européen de sites naturels d'intérêt écologique élaboré à partir des directives habitats et oiseaux, constitué de zones spéciales de conservation (ZSC) et de zones de protection spéciale (ZPS).
Un site Natura 2000 a été défini sur la commune au titre de la directive habitats : les « gaves de Pau et de Cauterets (et gorge de Cauterets) », d'une superficie de 482 ha, sont un site est localisé sur deux domaines biogéographiques : 42 % pour le domaine atlantique et 58 % pour le domaine alpin. Il sconstituent des réseaux linéaires sélectionnés pour leurs capacités d'accueil du saumon Salmo salar.

#### Zones naturelles d'intérêt écologique, faunistique et floristique
L’inventaire des zones naturelles d'intérêt écologique, faunistique et floristique (ZNIEFF) a pour objectif de réaliser une couverture des zones les plus intéressantes sur le plan écologique, essentiellement dans la perspective d’améliorer la connaissance du patrimoine naturel national et de fournir aux différents décideurs un outil d’aide à la prise en compte de l’environnement dans l’aménagement du territoire.
Six ZNIEFF de type 1 sont recensées sur la commune :
- le « cours moyen du Gave de Pau (Gave de Luz) et ruisseau de Bastan » (109 ha), couvrant 15 communes du département[28] ;
- le « Gave d'Azun, ruisseau du Bergons et Gave de Lourdes » (437 ha), couvrant 31 communes dont deux dans les Pyrénées-Atlantiques et 29 dans les Hautes-Pyrénées[29] ;
- les « Gaves d'Arrens, d'Estaing et de Cauterets» (121 ha), couvrant 5 communes du département[30] ;
- les « massifs du Cabaliros et du Moun Né » (7 764 ha), couvrant 11 communes du département[31] ;
- le « versant est du Viscos » (1 484 ha), couvrant 6 communes du département[32] ;
- le « versant ouest du Viscos » (917 ha), couvrant 4 communes du département[33] ;

et deux ZNIEFF de type 2, : 
- le « val d'Azun et haute vallée du Gave de Cauterets » (35 378 ha), couvrant 22 communes dont une dans les Pyrénées-Atlantiques et 21 dans les Hautes-Pyrénées[34] ;
- les « vallées de Barèges et de Luz » (22 843 ha), couvrant 24 communes du département[35].

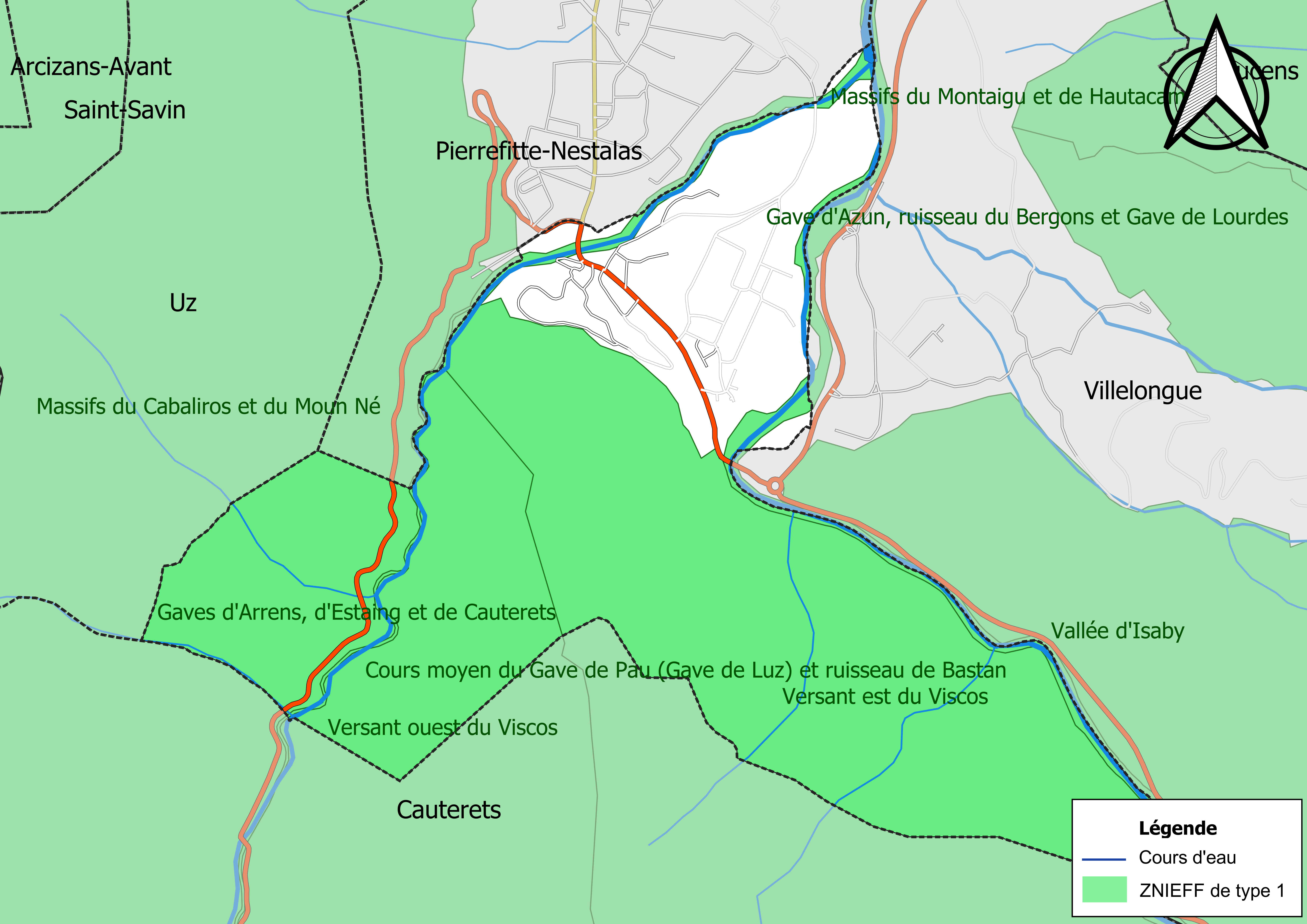
Carte des ZNIEFF de type 1 sur la commune.
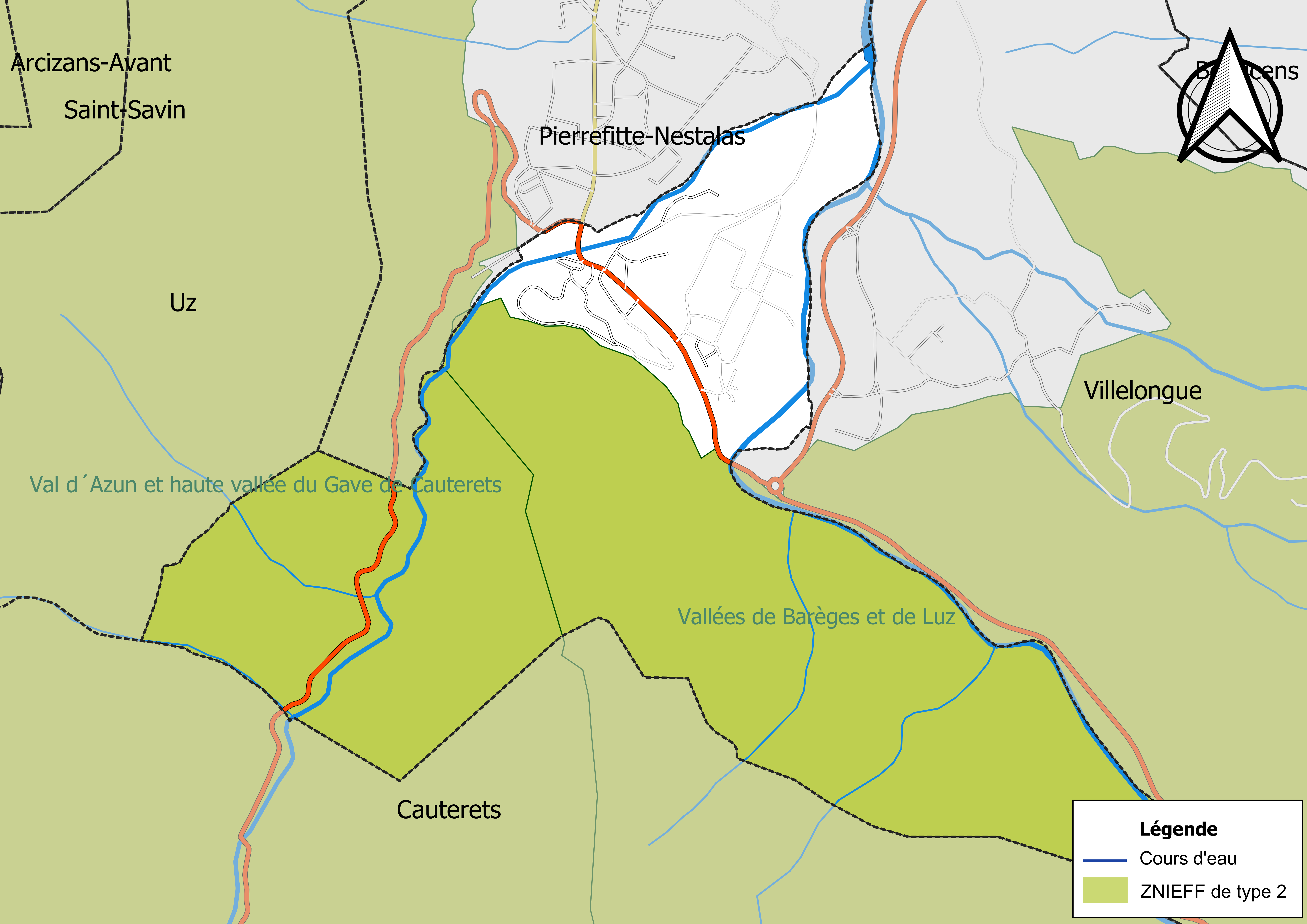
Carte des ZNIEFF de type 2 sur la commune.

## Urbanisme

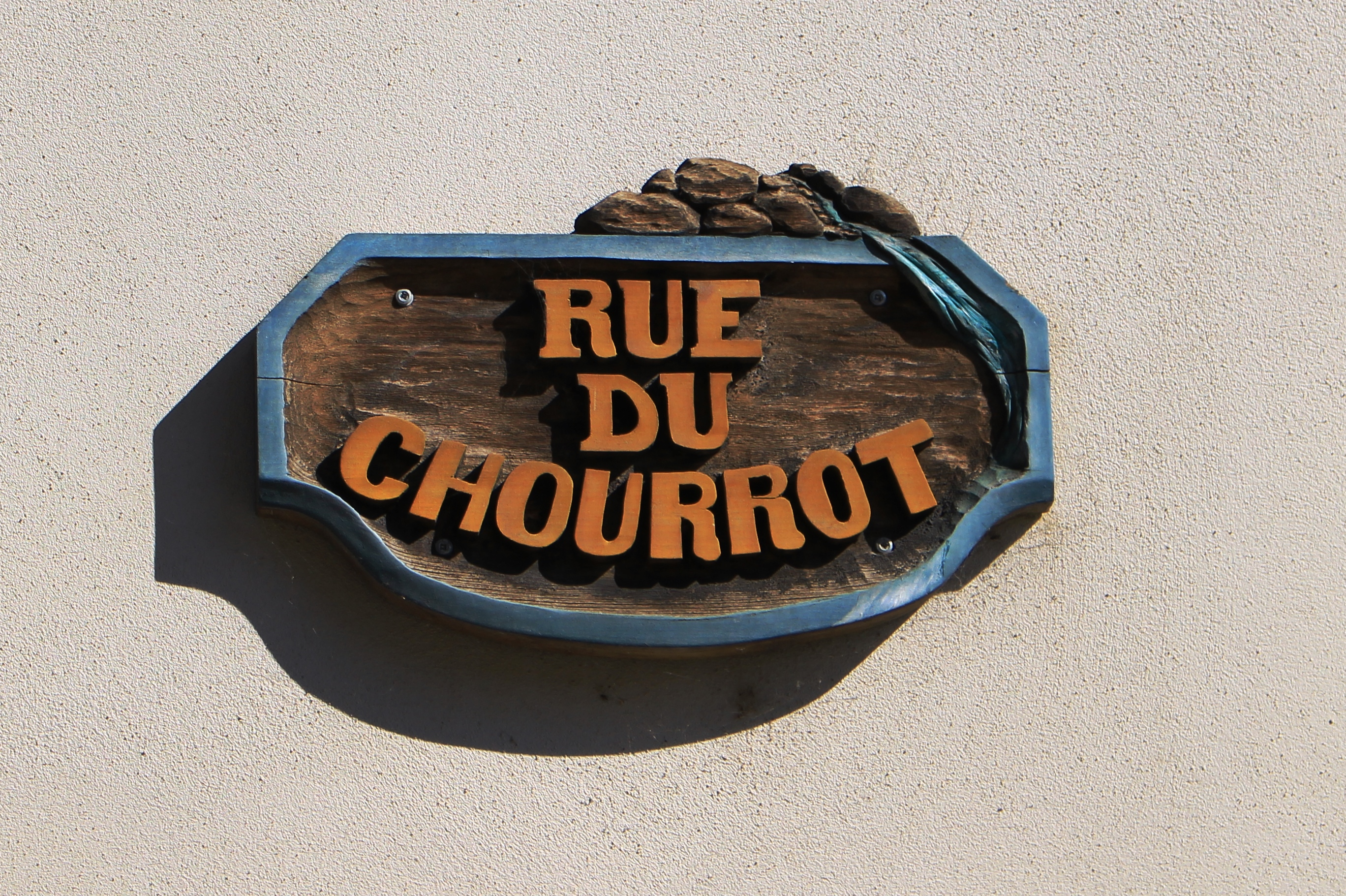
Rue du village.

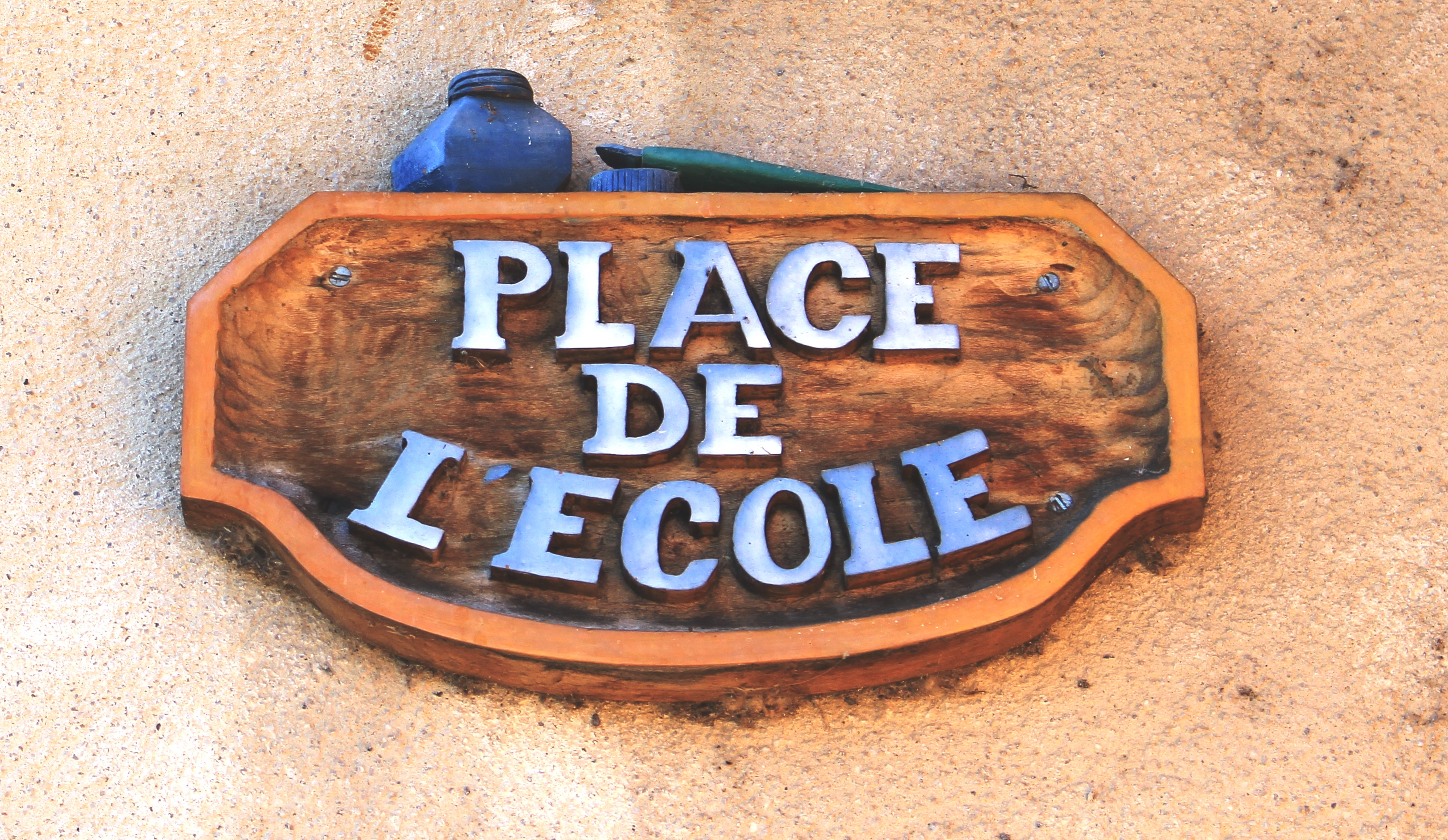
Rue du village.

### Typologie
Au 1er janvier 2024, Soulom est catégorisée bourg rural, selon la nouvelle grille communale de densité à sept niveaux définie par l'Insee en 2022.
Elle est située hors unité urbaine et hors attraction des villes,.

### Occupation des sols
L'occupation des sols de la commune, telle qu'elle ressort de la base de données européenne d’occupation biophysique des sols Corine Land Cover (CLC), est marquée par l'importance des forêts et milieux semi-naturels (79,3 % en 2018), en augmentation par rapport à 1990 (67,8 %). La répartition détaillée en 2018 est la suivante : 
forêts (79,1 %), zones industrielles ou commerciales et réseaux de communication (9,3 %), zones urbanisées (6,1 %), prairies (5,4 %), milieux à végétation arbustive et/ou herbacée (0,2 %).
L'IGN met par ailleurs à disposition un outil en ligne permettant de comparer l’évolution dans le temps de l’occupation des sols de la commune (ou de territoires à des échelles différentes). Plusieurs époques sont accessibles sous forme de cartes ou photos aériennes : la carte de Cassini (XVIIIe siècle), la carte d'état-major (1820-1866) et la période actuelle (1950 à aujourd'hui).

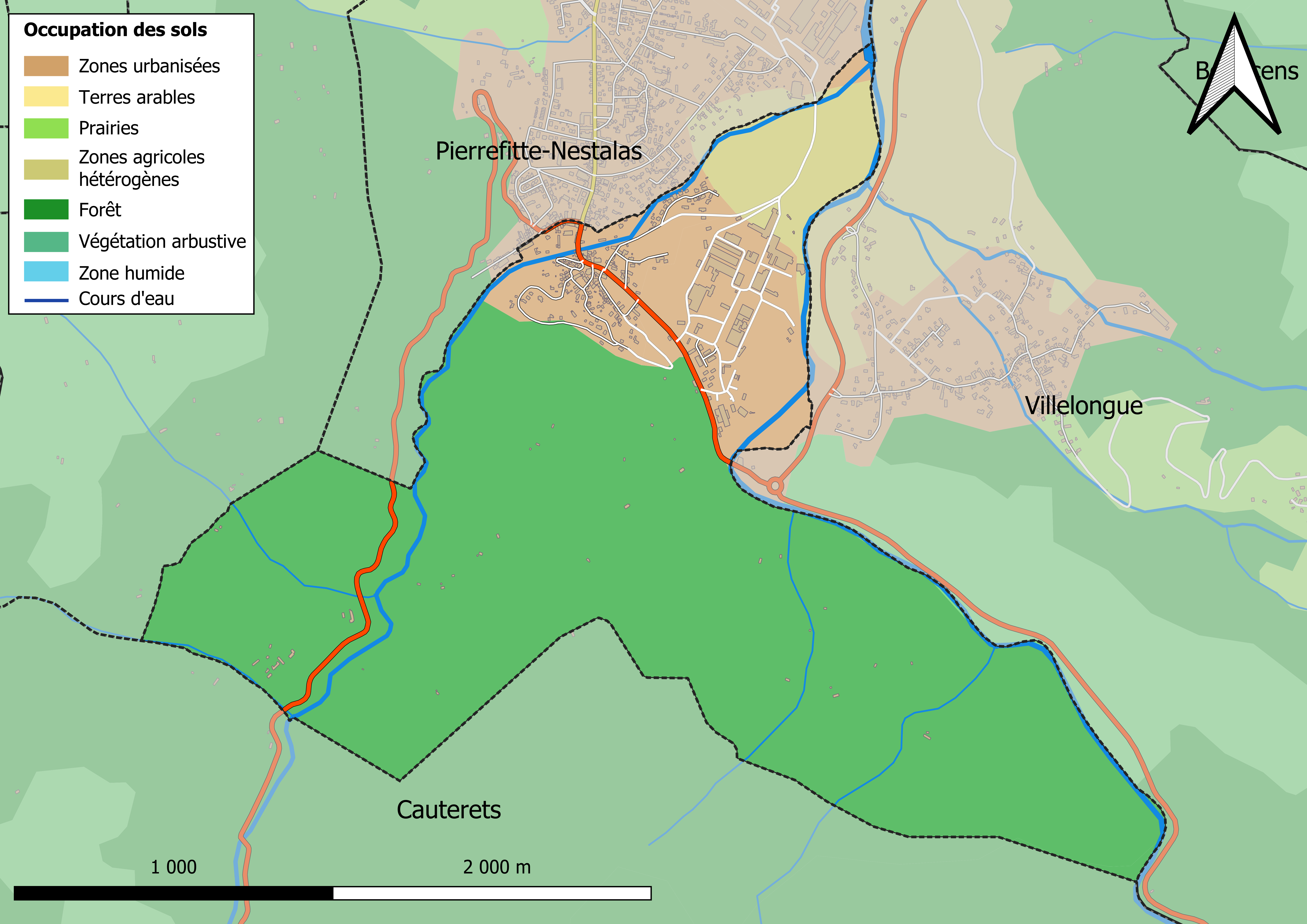
Carte des infrastructures et de l'occupation des sols en 2018 (CLC) de la commune.
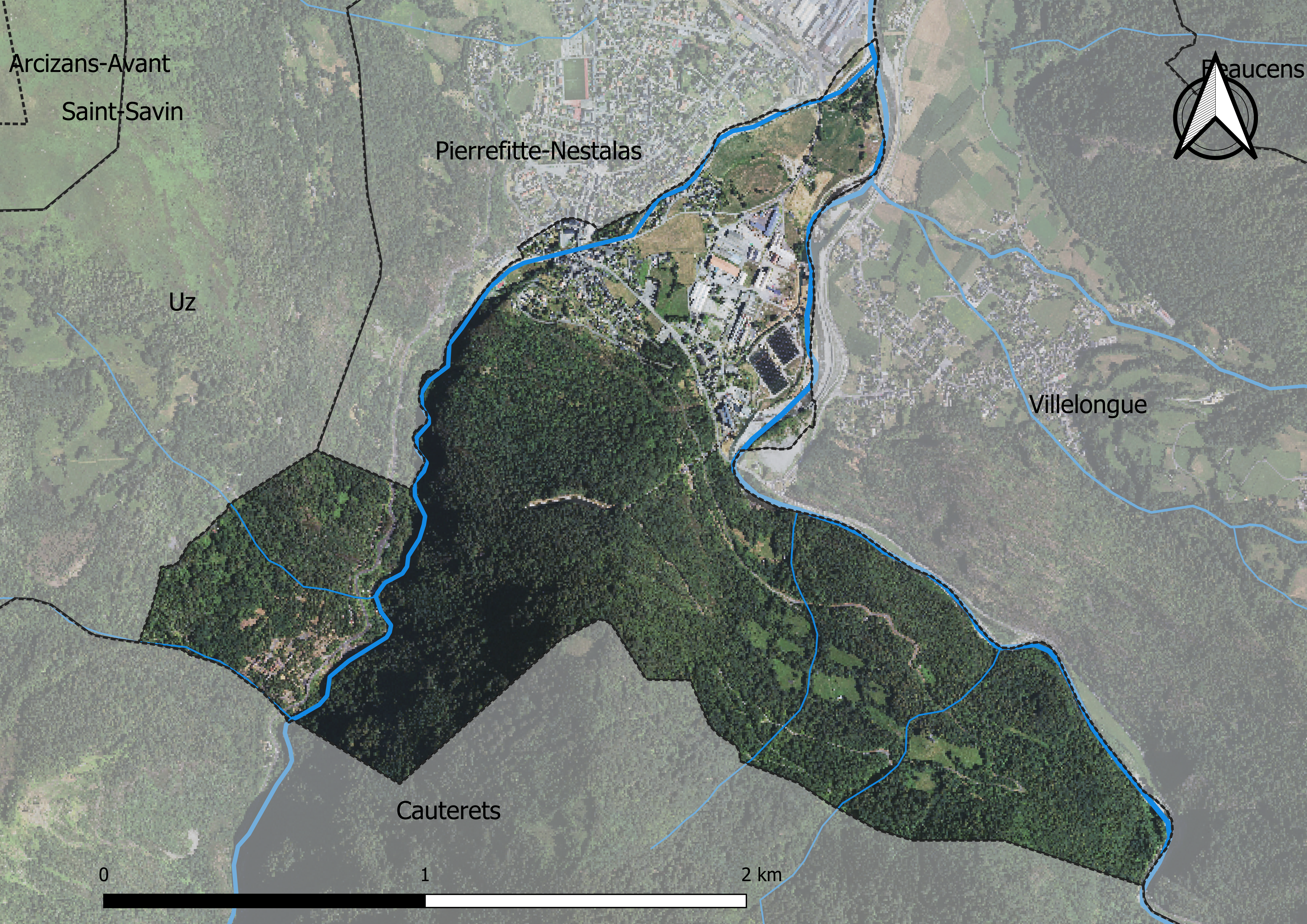
Carte orthophotogrammétrique de la commune.

### Voies de communication et transports
Cette commune est desservie par la route départementale D 921 (ancienne N 21).

### Risques majeurs
Le territoire de la commune de Soulom est vulnérable à différents aléas naturels : météorologiques (tempête, orage, neige, grand froid, canicule ou sécheresse), inondations, feux de forêts, mouvements de terrains, avalanche  et séisme (sismicité moyenne). Il est également exposé à un risque particulier : le risque de radon. Un site publié par le BRGM permet d'évaluer simplement et rapidement les risques d'un bien localisé soit par son adresse soit par le numéro de sa parcelle.

#### Risques naturels
Certaines parties du territoire communal sont susceptibles d’être affectées par le risque d’inondation par débordement de cours d'eau, notamment le gave de Pau et le gave de Cauterets. La cartographie des zones inondables en ex-Midi-Pyrénées réalisée dans le cadre du XIe Contrat de plan État-région, visant à informer les citoyens et les décideurs sur le risque d’inondation, est accessible sur le site de la DREAL Occitanie. La commune a été reconnue en état de catastrophe naturelle au titre des dommages causés par les inondations et coulées de boue survenues en 1982, 1999, 2009, 2012 et 2013,.
Soulom est exposée au risque de feu de forêt. Un plan départemental de protection des forêts contre les incendies a été approuvé par arrêté préfectoral le 21 avril 2020 pour la période 2020-2029. Le précédent couvrait la période 2007-2017. L’emploi du feu est régi par deux types de réglementations. D’abord le code forestier et l’arrêté préfectoral du 27 octobre 2014, qui réglementent l’emploi du feu à moins de 200 m des espaces naturels combustibles sur l’ensemble du département. Ensuite celle établie dans le cadre de la lutte contre la pollution de l’air, qui interdit le brûlage des déchets verts des particuliers. L’écobuage est quant à lui réglementé dans le cadre de commissions locales d’écobuage (CLE)

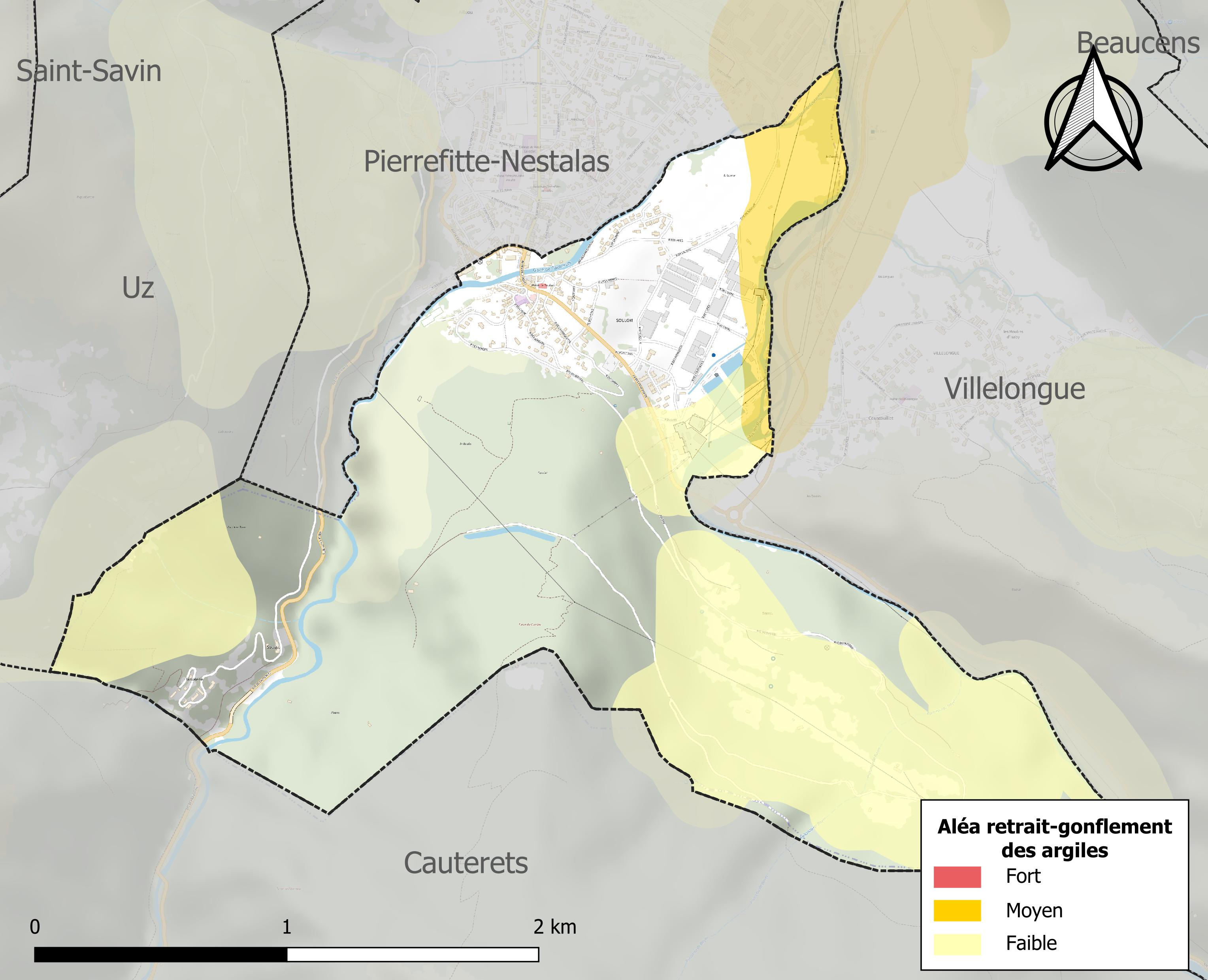
Carte des zones d'aléa retrait-gonflement des sols argileux de Soulom.

Les mouvements de terrains susceptibles de se produire sur la commune sont des mouvements de sols liés à la présence d'argile et des tassements différentiels.
Le retrait-gonflement des sols argileux est susceptible d'engendrer des dommages importants aux bâtiments en cas d’alternance de périodes de sécheresse et de pluie. 4,7 % de la superficie communale est en aléa moyen ou fort (44,5 % au niveau départemental et 48,5 % au niveau national). Sur les 131 bâtiments dénombrés sur la commune en 2019, 0 sont en aléa moyen ou fort, soit 0 %, à comparer aux 75 % au niveau départemental et 54 % au niveau national. Une cartographie de l'exposition du territoire national au retrait gonflement des sols argileux est disponible sur le site du BRGM,.
Par ailleurs, afin de mieux appréhender le risque d’affaissement de terrain, l'inventaire national des cavités souterraines permet de localiser celles situées sur la commune.
Concernant les mouvements de terrains, la commune a été reconnue en état de catastrophe naturelle au titre des dommages causés par des mouvements de terrain en 1999 et 2013.
La commune est exposée aux risques d'avalanche. Les habitants exposés à ce risque doivent se renseigner, en mairie, de l’existence d’un plan de prévention des risques avalanches (PPRA). Le cas échéant, identifier les mesures applicables à l'habitation, identifier, au sein de l'habitation, la pièce avec la façade la moins exposée à l’aléa pouvant faire office, au besoin, de zone de confinement et équiper cette pièce avec un kit de situation d’urgence,.

#### Risque particulier
Dans plusieurs parties du territoire national, le radon, accumulé dans certains logements ou autres locaux, peut constituer une source significative d’exposition de la population aux rayonnements ionisants. Certaines communes du département sont concernées par le risque radon à un niveau plus ou moins élevé. Selon la classification de 2018, la commune de Soulom est classée en zone 3, à savoir zone à potentiel radon significatif.

## Toponymie

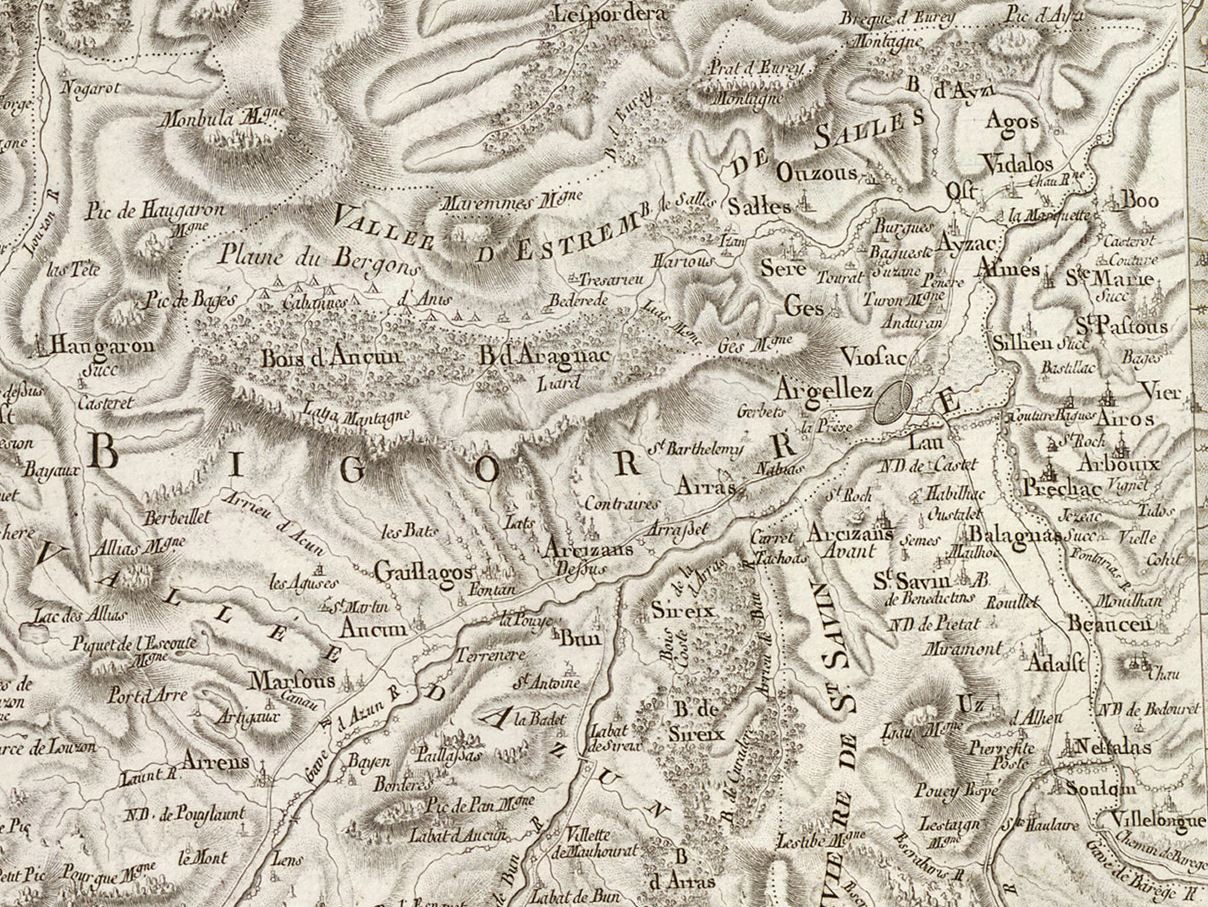
Extrait de la carte de Cassini (entre 1756 et 1789) situant Soulom au sud d'Argelès-Gazost.

On trouvera les principales informations dans le Dictionnaire toponymique des communes des Hautes-Pyrénées de Michel Grosclaude et Jean-François Le Nail qui rapporte les dénominations historiques du village :
Dénominations historiques :
- Solon (v. 1035, cartulaire de Saint-Savin ; v. 1050-1070, cartulaires Bigorre ; etc.) ;
- Solun (1168, bulle d'Alexandre III) ;
- Solon (v. 1200-1230, cartulaires Bigorre ; 1284, procès Bigorre ; etc.) ;
- Solon (1313, Debita regi Navarre ; etc.) ;
- De Solono, latin (1342, pouillé de Tarbes) ;
- Solon (1429, censier de Bigorre) ;
- Soulon (1790, Département 1 et 2) ;
- Soulom (fin XVIIIe siècle, carte de Cassini).

Du gascon souloûm (« lieu abrité du soleil »).
Nom occitan : Solon.

## Politique et administration

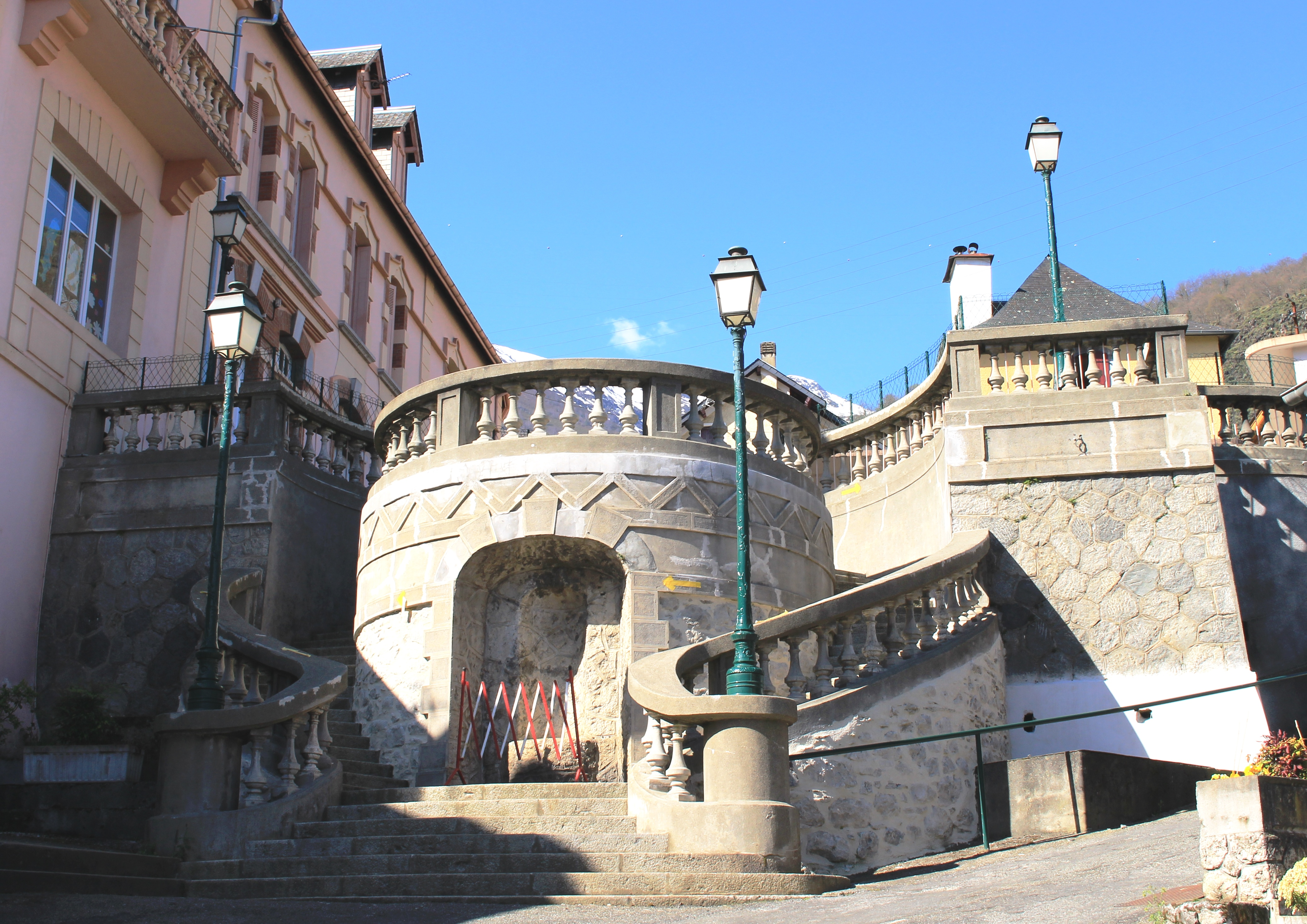
L'escalier monumental.

### Liste des maires

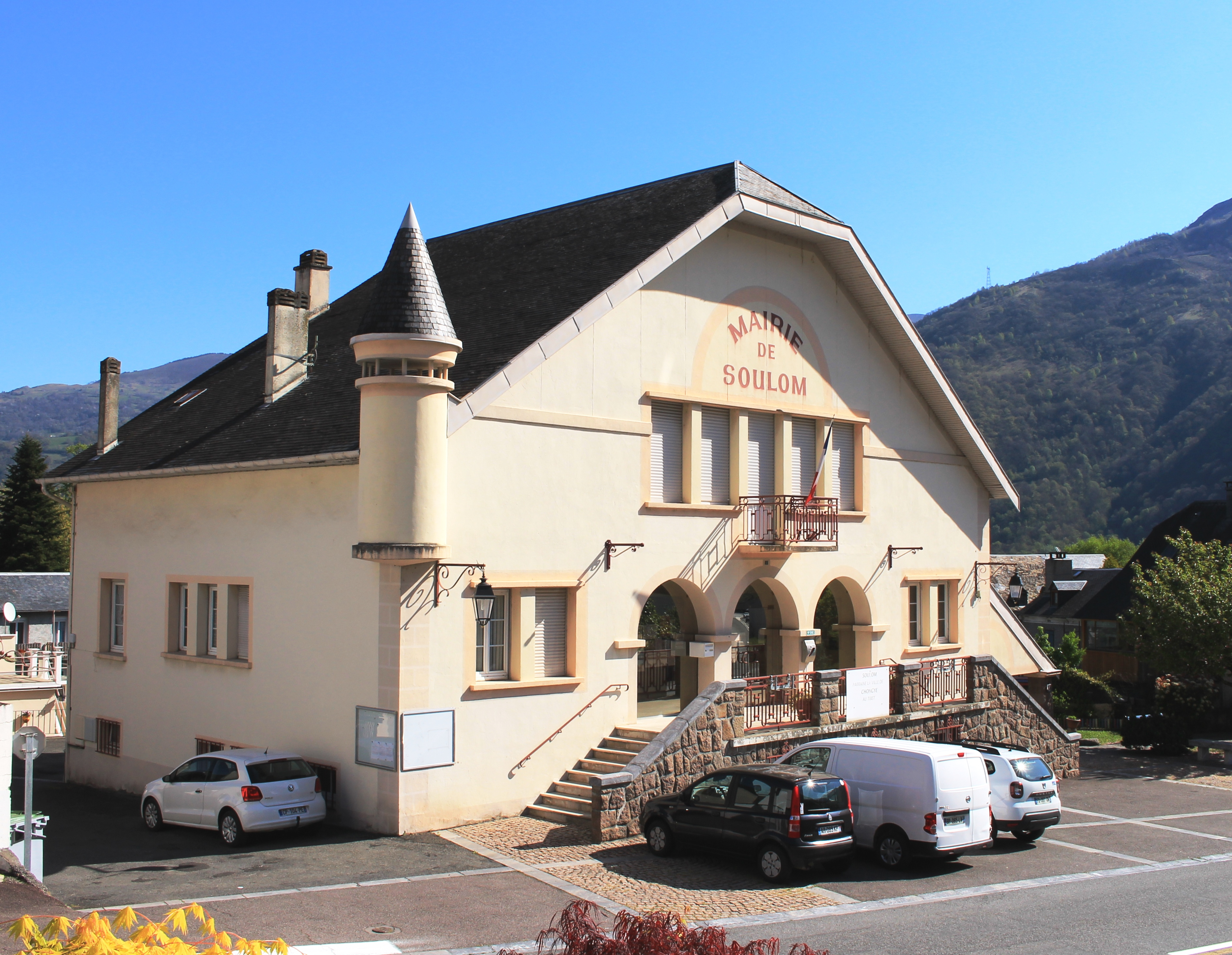
La mairie en 2021.

| Période                                  | Période  | Identité      | Étiquette | Qualité |
| ---------------------------------------- | -------- | ------------- | --------- | ------- |
| Les données manquantes sont à compléter. |          |               |           |         |
|                                          |          |               |           |         |
| mars 2001                                | En cours | Xavier Macias |           |         |

### Rattachements administratifs et électoraux

#### Intercommunalité
Soulom fait partie de la communauté de communes de la Vallée de Saint-Savin, créée en décembre 1997, qui réunit sept communes.

## Population et société

### Démographie

#### Évolution démographique
L'évolution du nombre d'habitants est connue à travers les recensements de la population effectués dans la commune depuis 1793. Pour les communes de moins de 10 000 habitants, une enquête de recensement portant sur toute la population est réalisée tous les cinq ans, les populations de référence des années intermédiaires étant quant à elles estimées par interpolation ou extrapolation. Pour la commune, le premier recensement exhaustif entrant dans le cadre du nouveau dispositif a été réalisé en 2005.

En 2022, la commune comptait 289 habitants, en évolution de +12,45 % par rapport à 2016 (Hautes-Pyrénées : +1,59 %, France hors Mayotte : +2,11 %).
| 1793 | 1800 | 1806 | 1821 | 1831 | 1836 | 1841 | 1846 | 1851 |
| ---- | ---- | ---- | ---- | ---- | ---- | ---- | ---- | ---- |
| 296  | 300  | 348  | 340  | 355  | 359  | 385  | 366  | 395  |

| 1856 | 1861 | 1866 | 1872 | 1876 | 1881 | 1886 | 1891 | 1896 |
| ---- | ---- | ---- | ---- | ---- | ---- | ---- | ---- | ---- |
| 358  | 372  | 371  | 375  | 381  | 413  | 411  | 485  | 411  |

| 1901 | 1906 | 1911 | 1921 | 1926 | 1931 | 1936 | 1946 | 1954 |
| ---- | ---- | ---- | ---- | ---- | ---- | ---- | ---- | ---- |
| 412  | 381  | 457  | 464  | 541  | 570  | 464  | 521  | 532  |

| 1962 | 1968 | 1975 | 1982 | 1990 | 1999 | 2005 | 2006 | 2010 |
| ---- | ---- | ---- | ---- | ---- | ---- | ---- | ---- | ---- |
| 594  | 521  | 356  | 342  | 264  | 247  | 259  | 260  | 241  |

| 2015 | 2020 | 2022 | - | - | - | - | - | - |
| ---- | ---- | ---- | - | - | - | - | - | - |
| 260  | 283  | 289  | - | - | - | - | - | - |

### Enseignement

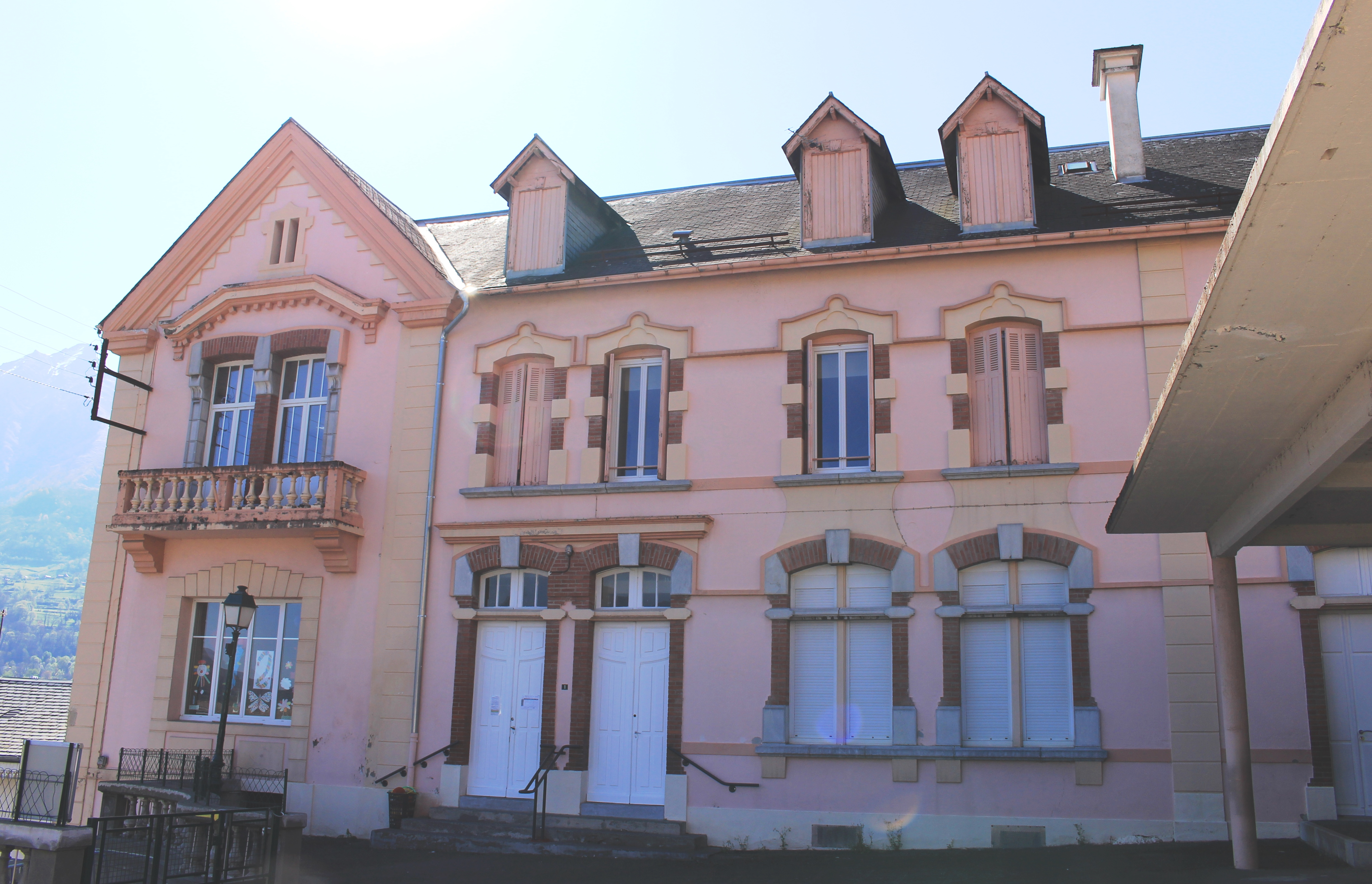
L'école élémentaire en 2021.

La commune dépend de l'académie de Toulouse. Elle dispose d'une école élémentaire en 2018.

## Économie

### Revenus
En 2018, la commune compte 148 ménages fiscaux, regroupant 299 personnes. La médiane du revenu disponible par unité de consommation est de 19 490 € (20 420 € dans le département).

### Emploi
|                | 2008  | 2013   | 2018   |
| -------------- | ----- | ------ | ------ |
| Commune        | 8,1 % | 14,5 % | 11,5 % |
| Département    | 7,7 % | 9,4 %  | 9,8 %  |
| France entière | 8,3 % | 10 %   | 10 %   |

En 2018, la population âgée de 15 à 64 ans s'élève à 170 personnes, parmi lesquelles on compte 76,9 % d'actifs (65,4 % ayant un emploi et 11,5 % de chômeurs) et 23,1 % d'inactifs,. En  2018, le taux de chômage communal (au sens du recensement) des 15-64 ans est supérieur à celui de la France et du département, alors qu'il était inférieur à celui de la France en 2008.
La commune est hors attraction des villes,. Elle compte 170 emplois en 2018, contre 181 en 2013 et 202 en 2008. Le nombre d'actifs ayant un emploi résidant dans la commune est de 111, soit un indicateur de concentration d'emploi de 152,1 % et un taux d'activité parmi les 15 ans ou plus de 60,6 %.
Sur ces 111 actifs de 15 ans ou plus ayant un emploi, 26 travaillent dans la commune, soit 24 % des habitants. Pour se rendre au travail, 81,5 % des habitants utilisent un véhicule personnel ou de fonction à quatre roues, 14,3 % s'y rendent en deux-roues, à vélo ou à pied et 4,2 % n'ont pas besoin de transport (travail au domicile).

## Culture locale et patrimoine

### Lieux et monuments
- Église romane Saint-André, datant du XIIIe siècle, comporte un mur barlong fortifié avec galerie crènelée à mâchicoulis. Deux nefs collatérales ont été surajoutées au XIXe siècle. Inscription par arrêté du 20 novembre 1942 au titre des monuments historiques[55].
- Lavoirs.
- Monument aux morts.
- Centrale hydroélectrique.

Sélection de vues des équipements municipaux
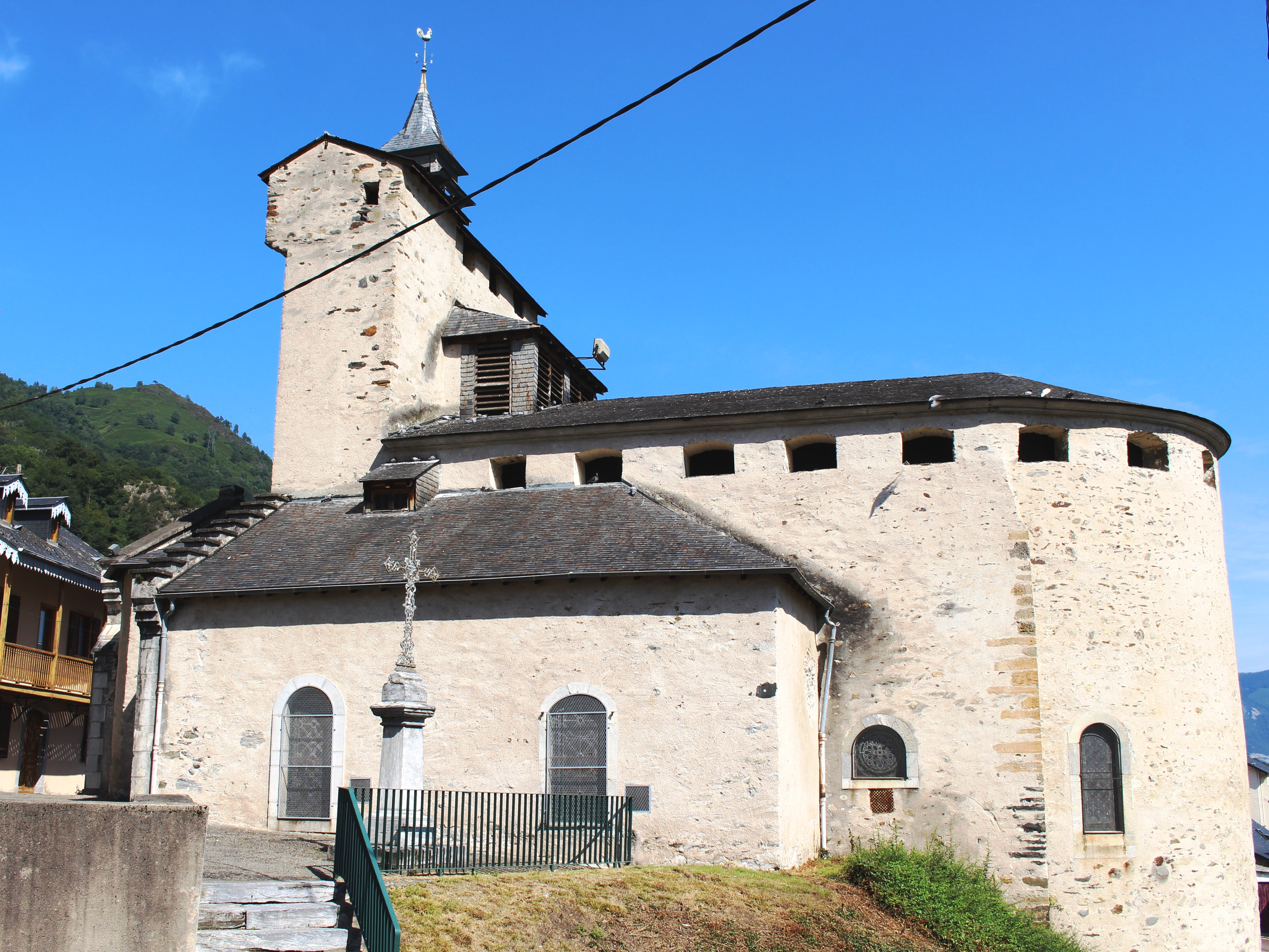
L'église Saint-André.
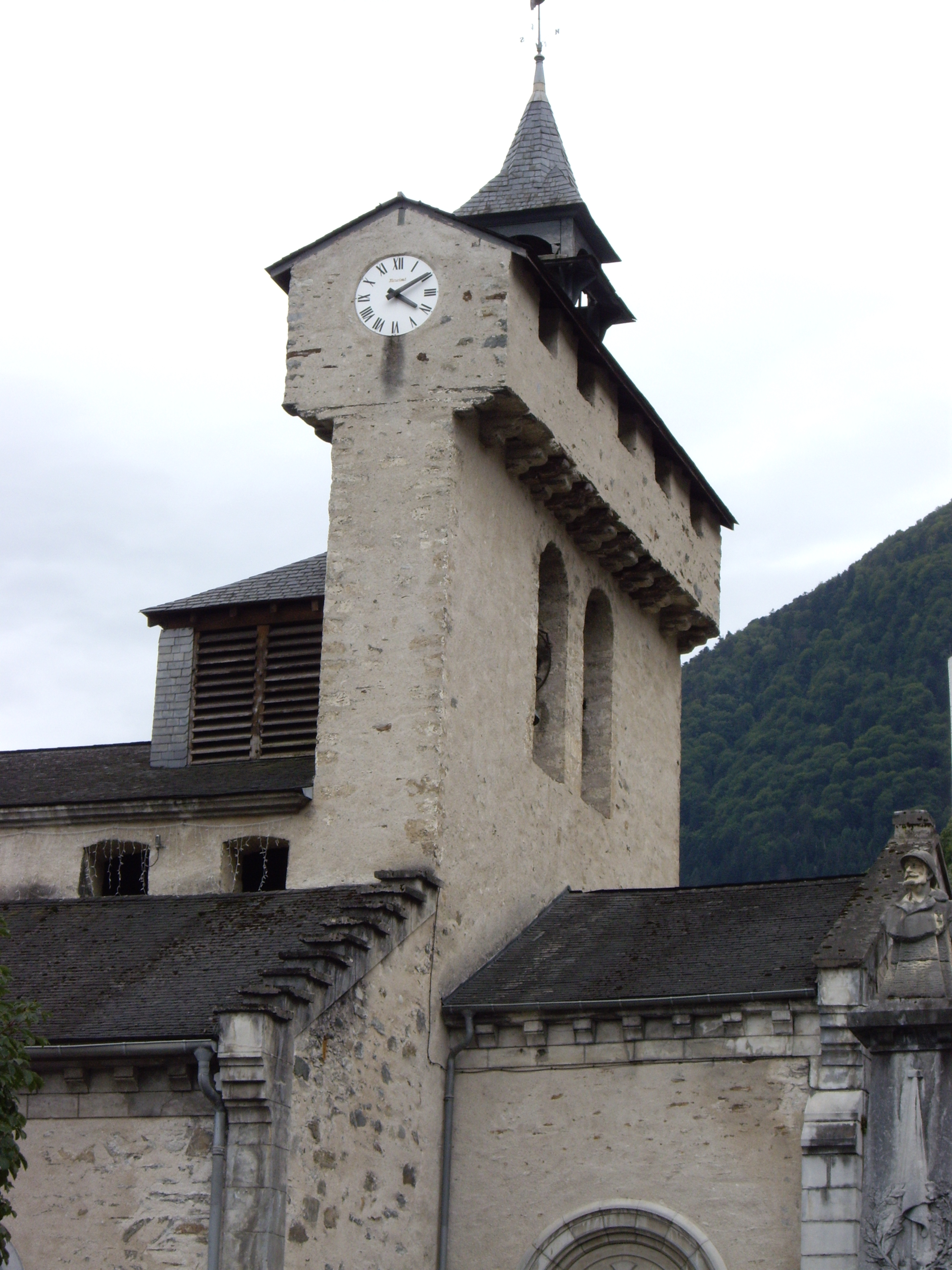
Le clocher fortifié de l'église Saint-André.
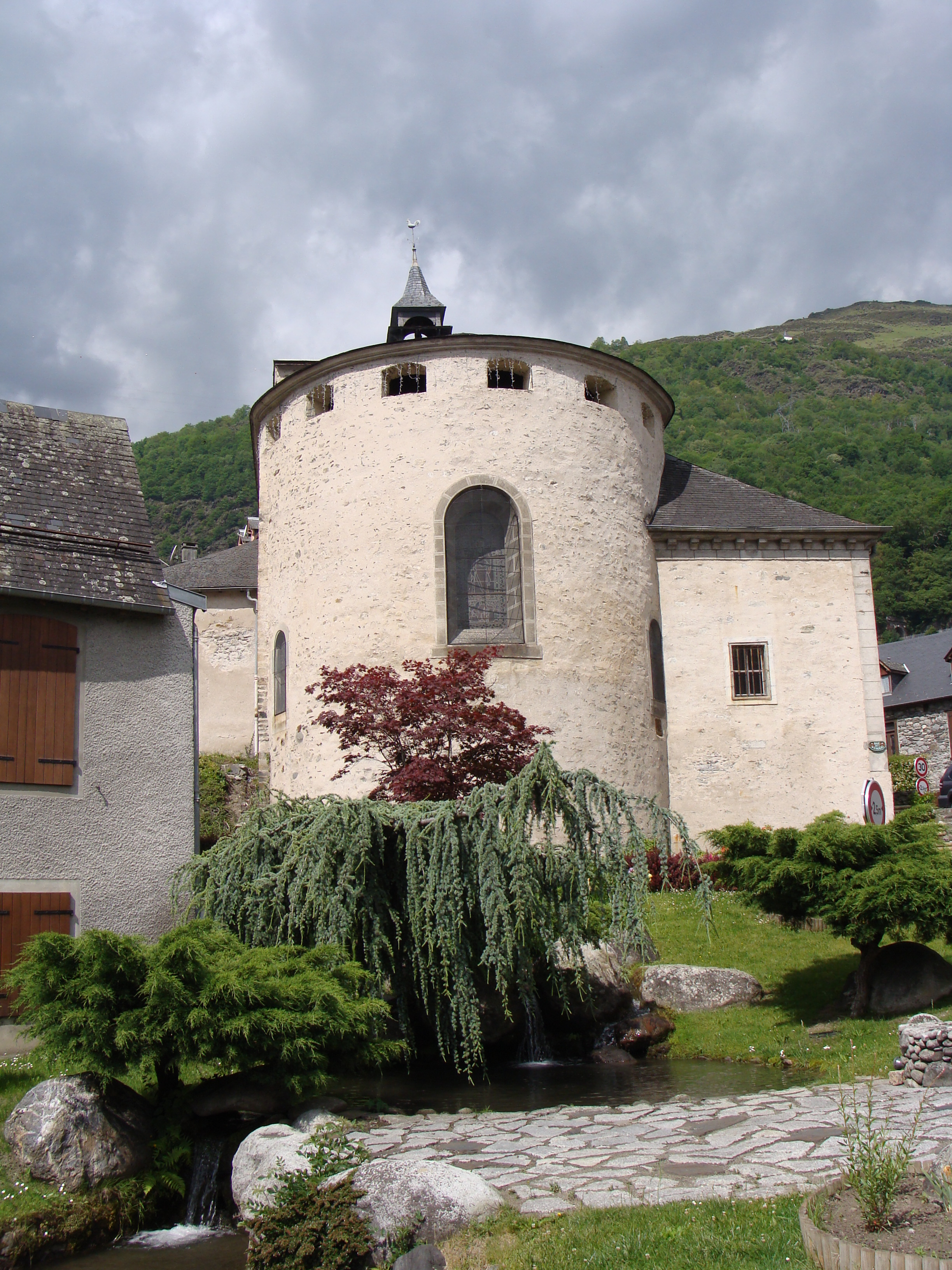
Son chevet.
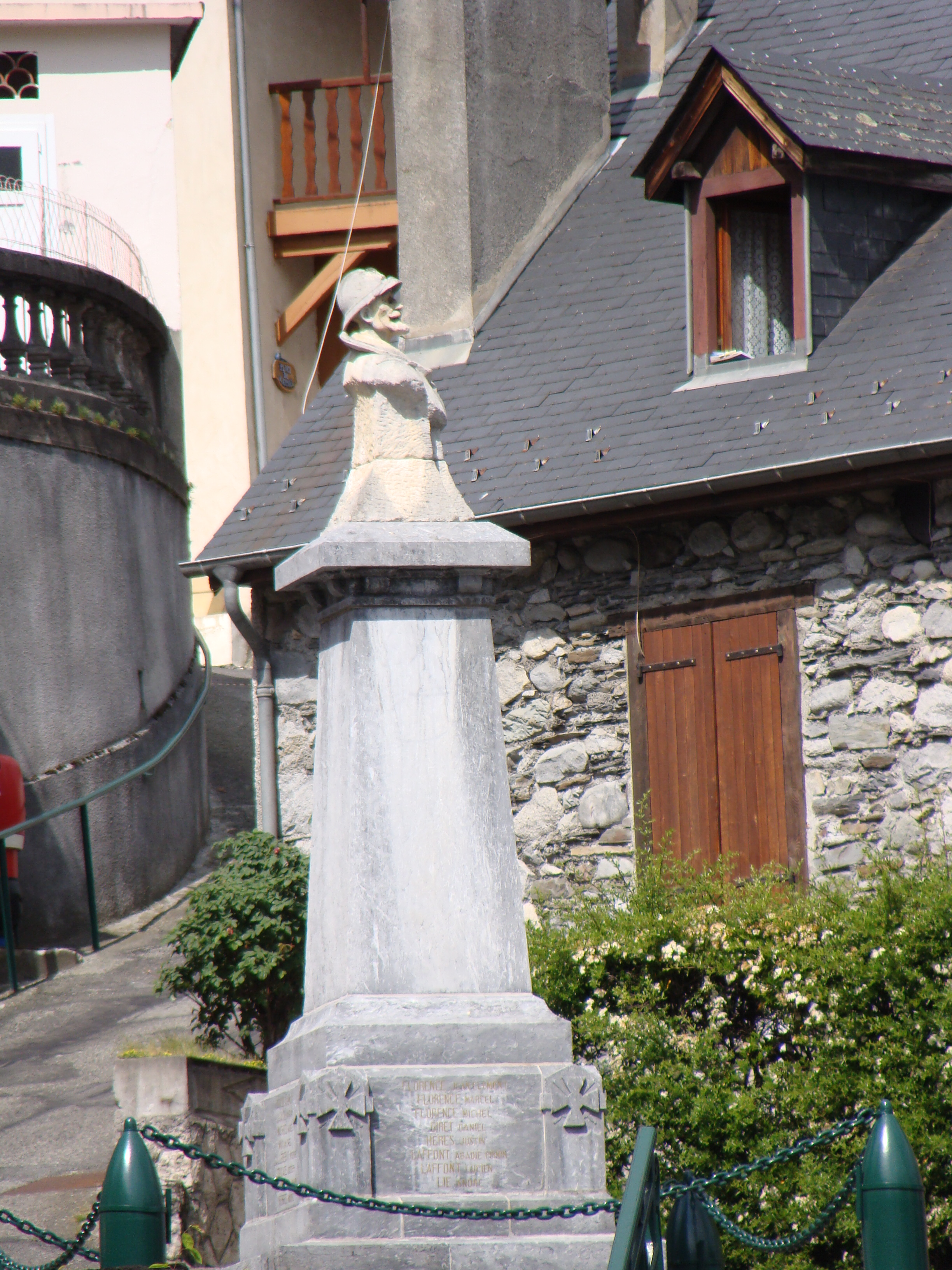
Le monument aux morts.
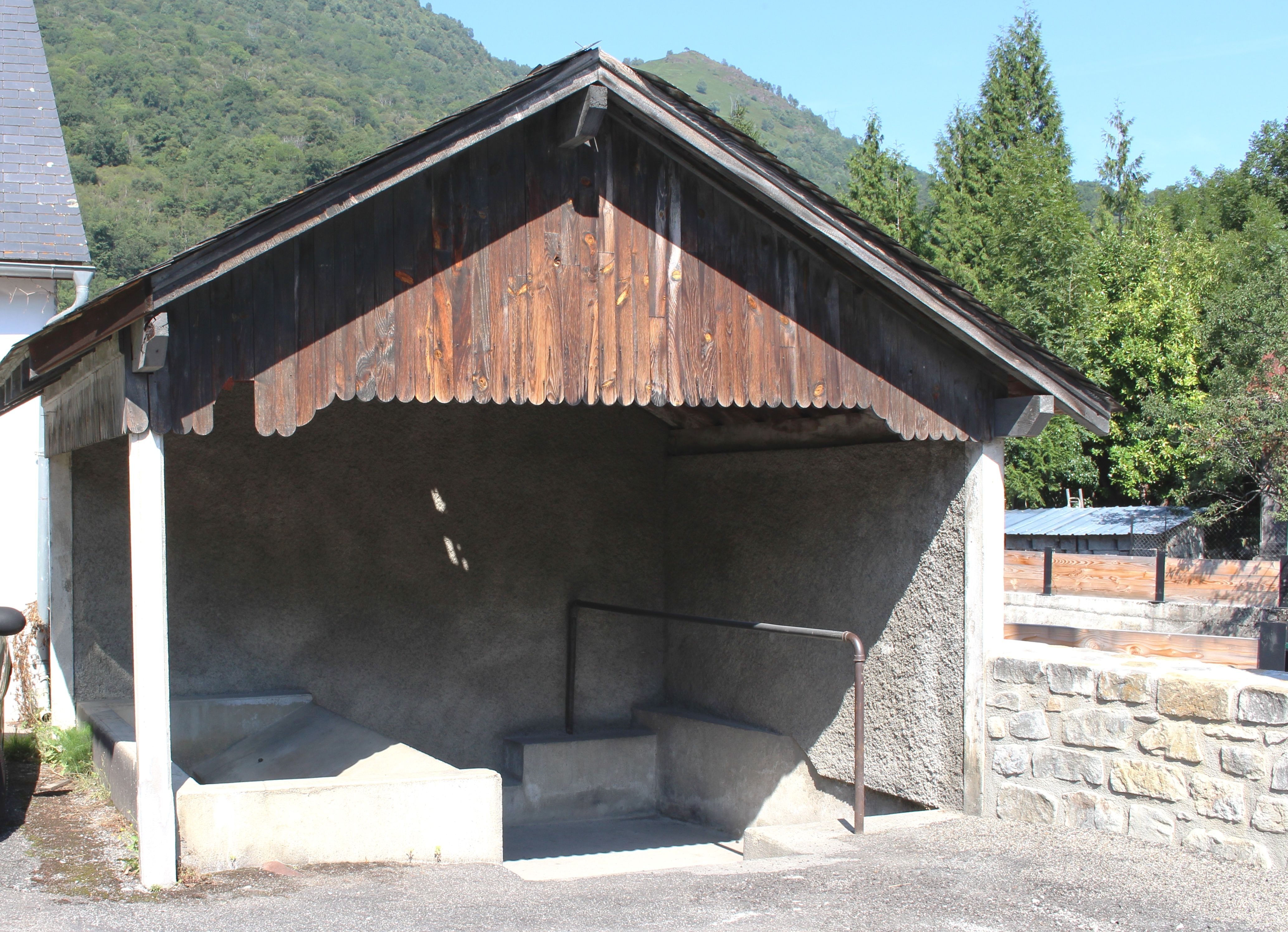
Le lavoir de la Mairie.
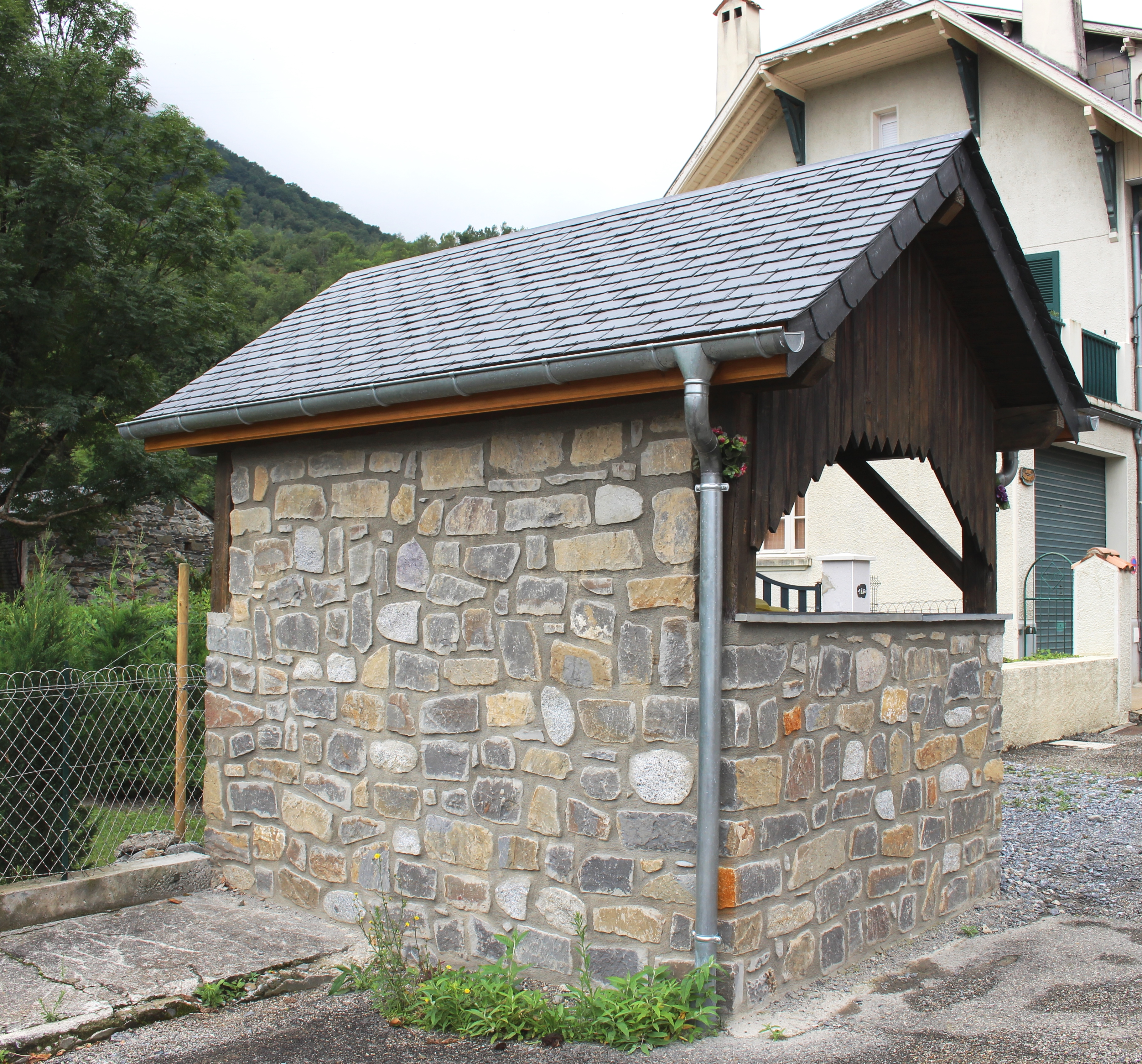
Le lavoir de la place Russel.
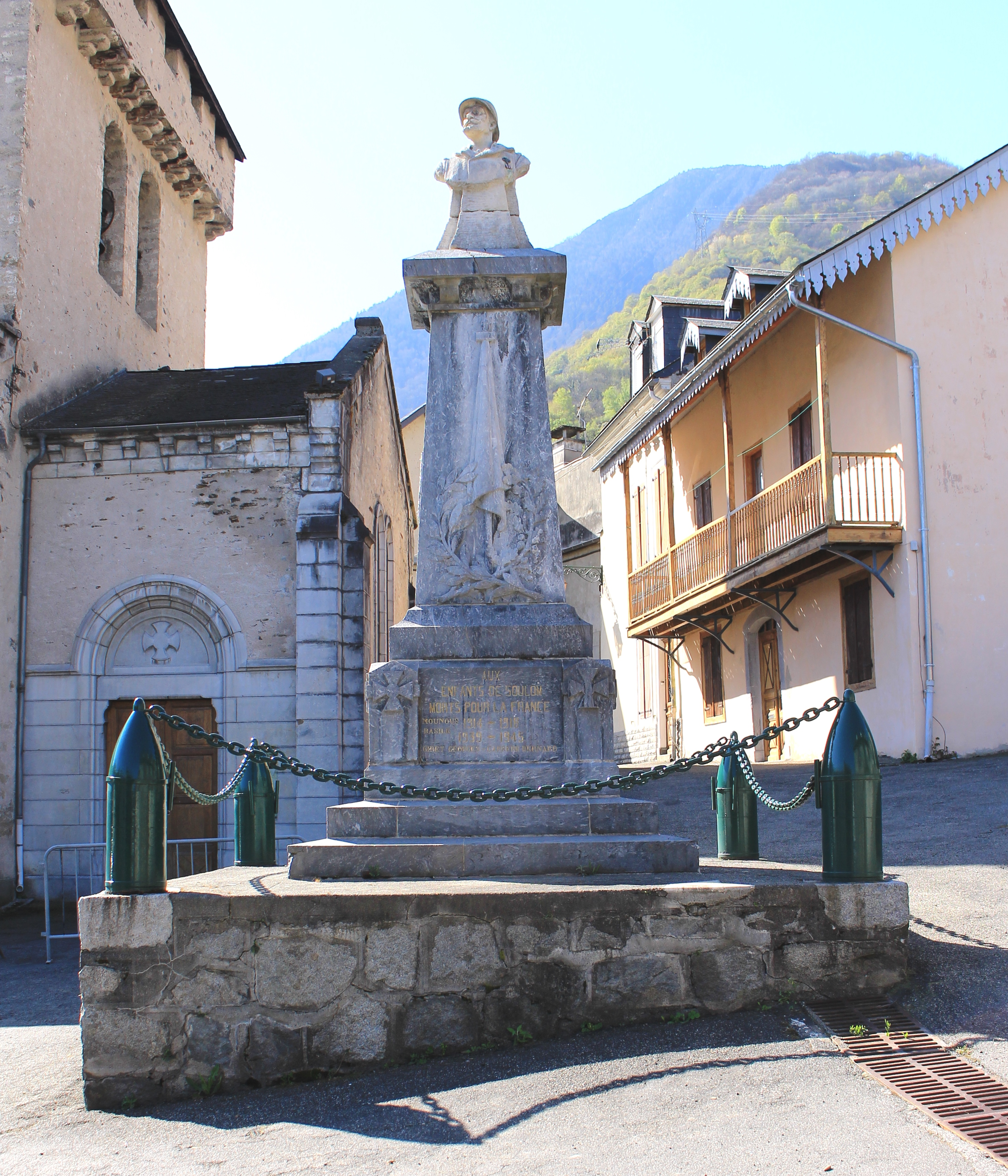
Le monument aux morts.
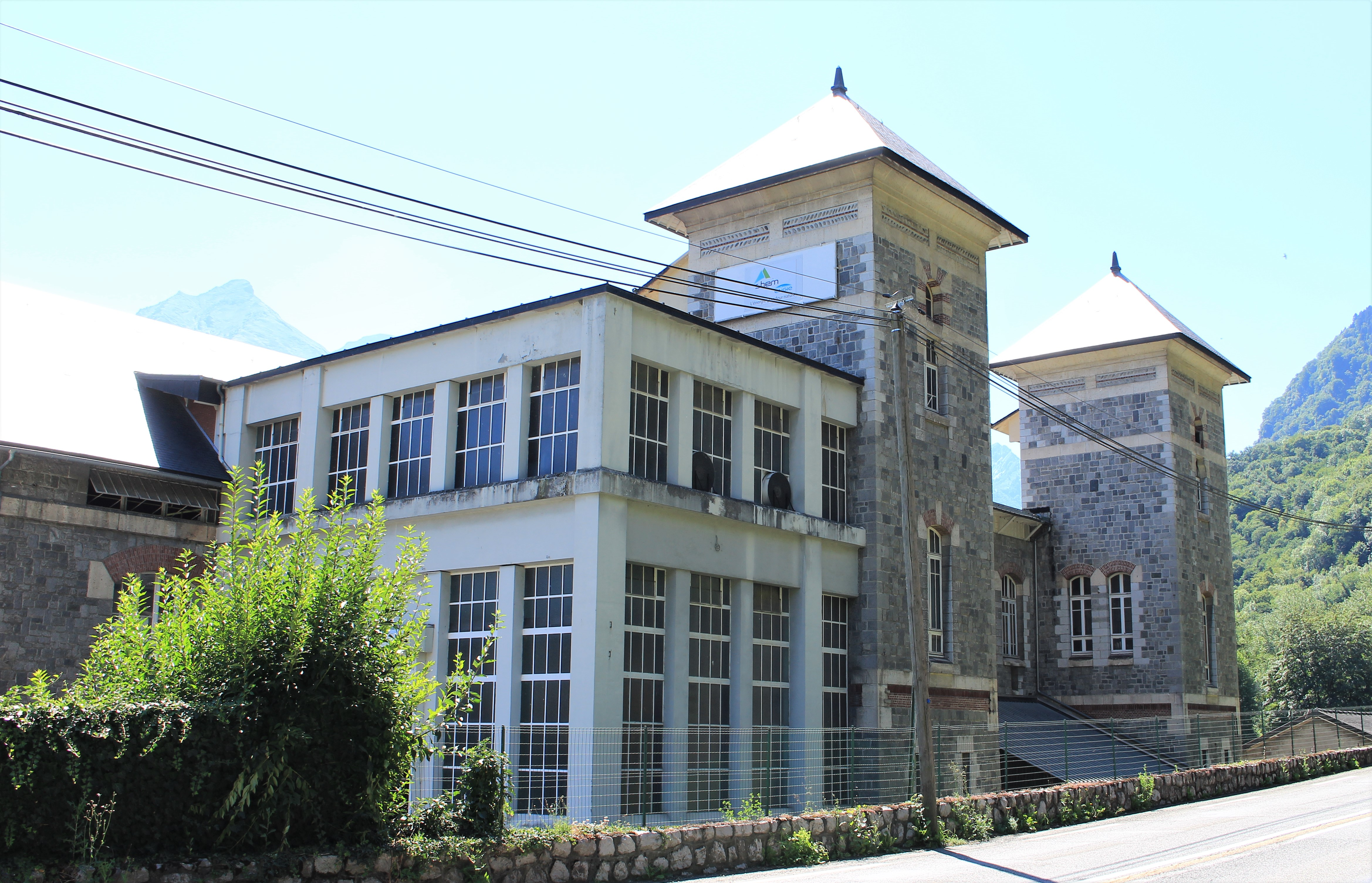
La centrale hydroélectrique.

### Personnalités liées à la commune
- Émile Mousseigne (1891-1968), né à Soulom, est un joueur de rugby, vice-champion de France de rugby en 1914 avec Tarbes. Il jouait deuxième ligne (1,81 m, 86 kg)[56].

### Héraldique
| Blason | Blasonnement : D'argent aux trois corneilles contournées de sable. Commentaires : ce blason est officiel (vérifié auprès de la mairie). |